# 屏東藝術館
屏東藝術館（英語：Pingtung Performing Arts Hall），原名為屏東中正藝術館，隸屬於屏東縣政府文化處，位於屏東縣屏東市，為以戲劇與舞蹈為主的專業表演場館，和以音樂為主的屏東演藝廳相輔相成。

## 歷史
1977年10月3日行政院第1548次院會指示：「籌劃文化建設，建立每一縣市文化中心，包括圖書館、博物館、音樂廳」而籌設。本縣文化中心分別興建藝術館、中正圖書館等二部份。1975年9月透過文藝基金會，由中央政府、省政府及地方政府以三等份經費在本縣興建1座綜合性藝術館。19778年7月3日開工，1980年10月27日落成啟用，成為台灣最早落成的文化活動中心。2020年進行整建工程，包含劇場設備更新、後台及側台調整、無障礙設施以及消防與建築法規檢討與更新，2021年9月18日重新開幕啟用。

## 周邊設施
- 屏東縣立大同高級中學
- 屏東機場

## 外部連結
- 屏東縣政府文化處-屏東藝術館 （页面存档备份，存于）